# Jan Veleba
Jan Veleba (* 25. srpna 1947 Nové Město na Moravě) je český zemědělský funkcionář a politik, který byl v letech 2005 až 2014 třetím prezidentem Agrární komory ČR. V letech 2012 až 2018 senátor za obvod č. 44 – Chrudim, v letech 2016 až 2020 zastupitel Kraje Vysočina. V letech 2014 až 2018 byl předsedou SPO, v letech 2014 až 2016 byl též předsedou Senátorského klubu SPO+KSČM+Severočech, v letech 2016 až 2018 předsedal Klubu nezávislých senátorů.

## Život

### Vzdělání
V roce 1970 ukončil Vysokou školu zemědělskou v Brně (nynější Mendelova univerzita v Brně), Provozně ekonomickou fakultu, obor mechanizace zemědělství. V roce 1979 absolvoval Filozofickou fakultu Masarykovy univerzity v Brně, obor sociologie-pedagogika; na svých webových stránkách studium specifikuje jako „obor sociologie venkova a pedagogika“. V rozhovoru s Martinem Veselovským na DVTV však uvedl obor sociologie–psychologie, tedy v rozporu se všemi ostatními zdroji. V letech 1992 až 2000 absolvoval studijní cesty k poznání agrárních systémů v Kanadě, USA, Izraeli a v Číně.

### Zaměstnání
Od roku 1970, s přestávkou let 1976–1982, kdy vedl školní statek ve Velkém Meziříčí, až do roku 1989 pracoval na Státním statku Křižanov. Nejprve působil ve funkci technicko-hospodářského pracovníka, později jako ředitel podniku. Od roku 1992 je spolumajitelem a jednatelem firmy JHYB s.r.o. Jakubovický dvůr, která se specializuje na chov a šlechtění prasat. V letech 1992–2003 byl tajemníkem Českomoravského svazu zemědělských podnikatelů, od 19. ledna 2003 byl předsedou tohoto sdružení až do března 2005, kdy byl zvolen prezidentem Agrární komory České republiky (tím byl do března 2014). V letech 2007–2011 byl viceprezidentem COPA (Výbor profesních zemědělských organizací v EU). Od roku 1997 byl členem předsednictva Českomoravské agrární konfederace a předsedou představenstva CENTROODBYT – národní odbytové družstvo. Od května 2007 do června 2016 vedl dozorčí radu Podpůrného a garančního rolnického a lesnického fondu.

### Politická činnost
Byl členem KSČ, ale údaj, že v době normalizace byl zemědělským tajemníkem jejího okresního výboru ve Žďáru nad Sázavou, odmítá. Ve sněmovních volbách v roce 1998 kandidoval na druhém místě jihomoravské kandidátky Důchodců za životní jistoty. Po roce 1989 patřil k zakladatelům Strany venkova, za kterou neúspěšně kandidoval do krajského zastupitelstva na Vysočině a jíž mezi lety 2001 až 2003 předsedal. Ze strany vystoupil v roce 2003. V roce 2010 úspěšně kandidoval jako bezpartijní za ČSSD ve Velkém Meziříčí. V komunálních volbách v roce 2014 neobhájil post zastupitele města Velké Meziříčí, když jím vedená kandidátka SPO získala pouze 4,65 % hlasů.
V senátních volbách v roce 2012 zvítězil v chrudimském obvodu, když v druhém kole porazil kandidáta ČSSD Tomáše Škaryda. Do 31.3.2014 byl členem senátorského klubu KOD-KDU-ČSL. V březnu 2014 byl zvolen předsedou Strany Práv Občanů a od května 2014 také předsedou Senátorského klubu SPO+KSČM+Severočech. Senátorský klub však po volbách v roce 2016 zanikl, protože neměl dostatek členů. V polovině prosince 2016 se stal předsedou nově založeného Klubu nezávislých senátorů (tj. 2× SPO, 1× KSČM, 1× S.cz a 1× „OSN“). Na konci února 2018 však klub zanikl, protože na mandát senátora rezignoval František Čuba a klub dále nesplňoval nejnižší nutný počet členů.
V krajských volbách v roce 2016 byl z pozice člena SPO lídrem kandidátky subjektu Koalice Svoboda a přímá demokracie – Tomio Okamura (SPD) a Strana Práv Občanů v Kraji Vysočina a stal se krajským zastupitelem. Ve volbách v roce 2020 již nekandidoval.
V únoru 2017 obhájil na sjezdu SPO post předsedy strany. Ve volbách do Poslanecké sněmovny PČR v roce 2017 byl lídrem Strany Práv Občanů v Kraji Vysočina, ale neuspěl. V březnu 2018 oznámil, že na konci měsíce opustí post předsedy Strany Práv Občanů a že nebude ani obhajovat mandát senátora ve volbách do Senátu PČR na podzim 2018. Dne 28. března 2018 byl novým předsedou strany zvolen Lubomír Nečas.

## Kontroverze

### Nepravdivé veřejné výroky
Dle rozsudku okresního soudu ve Žďáru nad Sázavou ze dne 3.2.2016, potvrzený odvolacím soudem v Brně, se Jan Veleba dopustil zveřejněním nepravdivých informací neoprávněného zásahu do osobnostních práv trojice přírodovědců věnujících se výzkumu Národního parku Šumava. Rozhodnutím soudu bylo Janu Velebovi nařízeno omluvit se a zaplatit poškozeným polovinu soudních nákladů.
Dle hodnocení faktické správnosti veřejných vystoupení dle factcheck serveru demagog.cz je Jan Veleba spíše podprůměrným politikem co do pravdivosti veřejných vystoupení. Z celkově 13 hodnocených výroků byla jako pravdivá vyhodnocena méně než polovina.
Během své kariéry z pozice prezidenta agrární komory a spolumajitele firmy zabývající se chovem prasat J. Veleba opakovaně v řadě svých veřejných vystoupeních predikoval radikální růst ceny různých zemědělských komodit, obvykle ceny vepřového masa a vyzýval ke zvyšování dotací. Ve skutečnosti se dle statistických údajů cena nikdy radikálně nezvýšila.

### Působení v čele AK ČR
Nevoli v části odborné veřejnosti vzbudilo jeho působení v Agrární komoře ČR, zejména z řad členů Asociace soukromého zemědělství ČR. Kritici mu vyčítali zejména extrémní a demagogické postoje prosazované při řízení komory, opakování manter o kritické situaci v zemědělství, opakovaně neúspěšné zemědělské protestní akce, snahu zavést povinné členství v komoře atd.

### Finanční hospodaření SPO
V lednu 2018 nebyl ve vysílání DVTV schopen vysvětlit finanční hospodaření Strany práv občanů ZEMANOVCI, které v té době předsedal. Nebyl schopen odpovědět ani na dotaz, z jakých zdrojů strana přispěla na volební kampaň Miloše Zemana. Z údajů, které musí kandidáti zveřejnit před volbami, přitom vyplývá, že SPO vydala více než milion korun na výrobu a instalaci reklamních bannerů pro Zemanovu kampaň.

## Soukromý život
Jan Veleba je ženatý, má tři děti.

## Publikační činnost
- 1993 – Amerika a její zemědělství (odborná publikace)
- 1994 – Mléčné farmy USA a Kanady (odborný poloprofesionální videofilm)
- 1995 – Izrael a jeho zemědělství (odborný poloprofesionální videofilm)

## Ocenění
- 2007 – nejvyšší ocenění České zemědělské univerzity v Praze, Bohyně úrody
- 2007 – Stříbrná medaile České akademie zemědělských věd
- 2008 – Medaile MVDr. Josefa Taufera udělena MZLU Brno